# Бибиков, Виктор Иванович
Виктор Иванович Бибиков (1863—1892) — русский писатель

-беллетрист, представитель предсимволизма.

## Биография
Виктор Бибиков родился 9 апреля 1863 года в городе Киеве; из дворян. Воспитывался в Первой киевской гимназии, но не закончил её из-за психического расстройства. 
Пройдя курс реабилитации, Бибиков определился на службу в один из киевских банков и тогда же вступил на литературное поприще, поместив в газете «Заря» несколько очерков из жизни умалишённых. Вскоре Бибикову пришлось оставить службу, и некоторое время он перебивался мелкой газетной работой, а затем стал писать повести и романы, в которых сказалось сильное влияние И. И. Ясинского. 
Произведения Бибикова написаны весьма хорошим языком и большей частью тщательно отделаны, но особого успеха не имели в силу грубоватого самобичевания автора и эксцентричности настроений; эти особенности приближают Бибикова к французскому декадентству и особенно сильно сказываются в его предсмертной повести: «Мученики» («Северный вестник», 1891 год, № 12, за подписью «И. Викторов»). 
Несмотря на непродолжительный срок литературной деятельности, Бибиков написал довольно много; отдельно изданы: «Чистая любовь», роман (СПб., 1887); «Дуэль. Дети», повести и рассказы (СПб., 1888); «Рассказы» (СПб., 1888); «Маруся» (сборник рассказов, СПб., 1889); «Три портрета: Стендаль, Флобер, Бодлер» (СПб., 1890); «Эмиль Золя», этюд, с приложением повести Золя: «Та, которая меня любит» (Киев, 1891) и «Избранные мысли и рассказ: «Простое сердце» Флобера» (СПб., 1887). 
В периодических печатных изданиях он, среди прочих, опубликовал следующие произведения: «Слабняк» (повесть, «Наблюдатель», 1887 год, № 4-6); «Друзья-приятели» (роман, «Живописное Обозрение», 1890); «Первая гроза» (повесть, «Нива», 1890); «Кумир» (повесть, «Живописное обозрение», 1890); «Одиночество» (там же); «Три письма» (рассказ, «Наблюдатель», 1891 год, № 2); «Случайность» (рассказ, там же, № 10); «Воспоминания о Некрасове» («Исторический вестник», 1892 г., № 3); «Первая победа» (повесть, «Наблюдатель», 1888 г., № 11).
Виктор Иванович Бибиков умер 15 марта 1892 года в родном городе.